# Jezioro Wielkie (powiat sulęciński)
Jezioro Wielkie – jezioro w województwie lubuskim, w powiecie sulęcińskim, w gminie Torzym, leżące na terenie Równiny Torzymskiej.

## Hydronimia
Według urzędowego spisu opracowanego przez Komisję Nazw Miejscowości i Obiektów Fizjograficznych (KNMiOF) nazwa tego jeziora to Jezioro Wielkie. W różnych publikacjach i na mapach topograficznych jezioro to występuje pod nazwą Wielicko, Jezioro Wielickie lub Gądkowskie. Południowo-zachodnia część akwenu (lejkowato zwężająca się w stronę ujścia Pliszki) nosi nazwę Łapinóg, a północno-zachodnia zatoka bywa nazywana jeziorkiem Małym.

## Morfometria
Powierzchnia zwierciadła wody według różnych źródeł wynosi od 101,0 ha do 103,2 ha.
Zwierciadło wody położone jest na wysokości 54,3 m n.p.m. lub 54,6 m n.p.m. Średnia głębokość jeziora wynosi 1,5 m, natomiast głębokość maksymalna 3,5 m.
W oparciu o badania przeprowadzone w 2001 roku wody jeziora zaliczono do III klasy czystości.
Znajduje się ok. 1 km na południe od miejscowości Gądków Wielki.
Przez Jezioro Wielickie przepływa rzeka Pliszka w swym środkowym biegu.